# دریادار سفید
دریادار سفید (نام علمی: Parasarpa dudu) نام یک گونه از سرده دریادارهای چینی است.